# Architecture Art nouveau en Russie
Pour les articles homonymes, voir Modern.
L'architecture Art nouveau en Russie, appelée aussi Modern ou Architecture moderne en langue russe (en cyrillique : Моде́рн, ар-нуво), est un mouvement artistique, qui a suivi, en Russie, la tendance apparue en Belgique et en France entre 1893 et 1895, dans les réalisations des architectes Victor Horta et Henry Van de Velde. Le mouvement belgo-français s'est étendu en Europe et aux États-Unis où il pénétra tous les arts de l'espace. Il porte des noms différents dans les différents pays : Modern style en Grande-Bretagne, Jugendstil en Allemagne, Style Liberty en Italie, Tiffany aux États-Unis, Art nouveau en France et en Belgique, et Modern en Russie.

## Histoire
Le Modern ou Art nouveau apparaît en Russie à la même époque que dans les autres pays européens, à la fin du XIXe siècle, début du XXe siècle. Il cohabite au début avec l'éclectisme et finit par trouver certaines combinaisons possibles avec lui mais les fondements esthétiques des deux mouvements différent. Au début du XXe siècle, l'apparition du style néo-russe et de l'architecture néoclassique en Russie va rendre les frontières entre ces différents styles fort vagues et encore plus difficiles à tracer.
L'exposition du II-e Congrès des architectes russes de 1895 fut la première à présenter des projets Art nouveau en Russie. Il s'agissait d'œuvres de Franz Schechtel, Lev Kekouchev , Illarion Ivanov-Schitz, trois grands maîtres qui vont marquer le passage de cet art en Russie sur une période assez brève.

### Moscou
Lev Kekouchev
Le premier bâtiment de la même époque construit à Moscou en 1898—1899 par l'architecte Lev Kekouchev et dans le style Modern est l'hôtel particulier List
Cette construction réalisée en 1899 par Kekouchev, rue Glazovski à Moscou pour sa famille est vendue un an après à un propriétaire nommé List qui a donné son nom à la demeure. Celle-ci comprend une loggia d'angle et un porche profond qui aspirent en quelque sorte l'espace extérieur vers l'intérieur. Les ouvertures extérieures asymétriques révèlent la complexité de l'intérieur destiné comme le veut l'Art nouveau à donner un maximum de luxe et de confort.

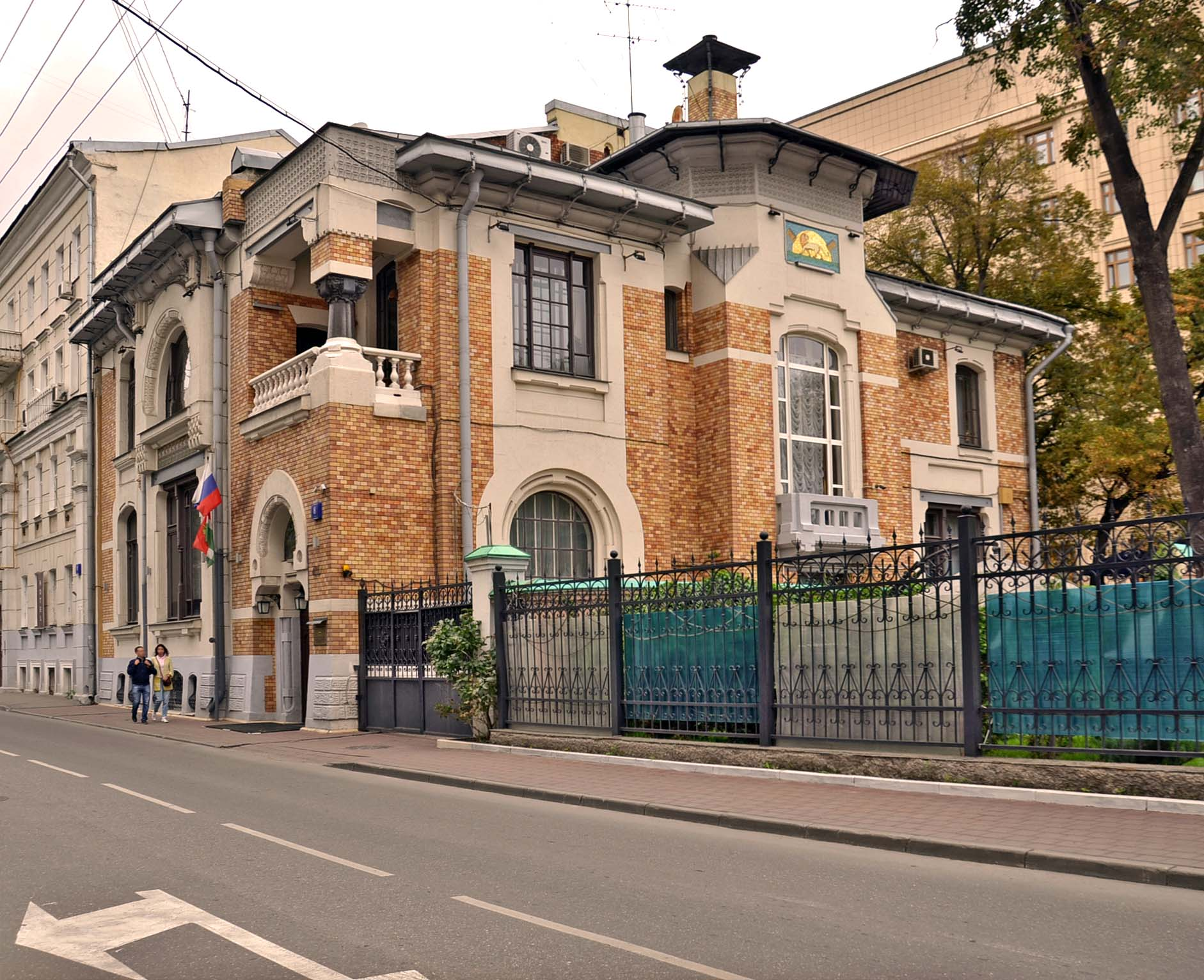
hôtel particulier List, façade, 1899
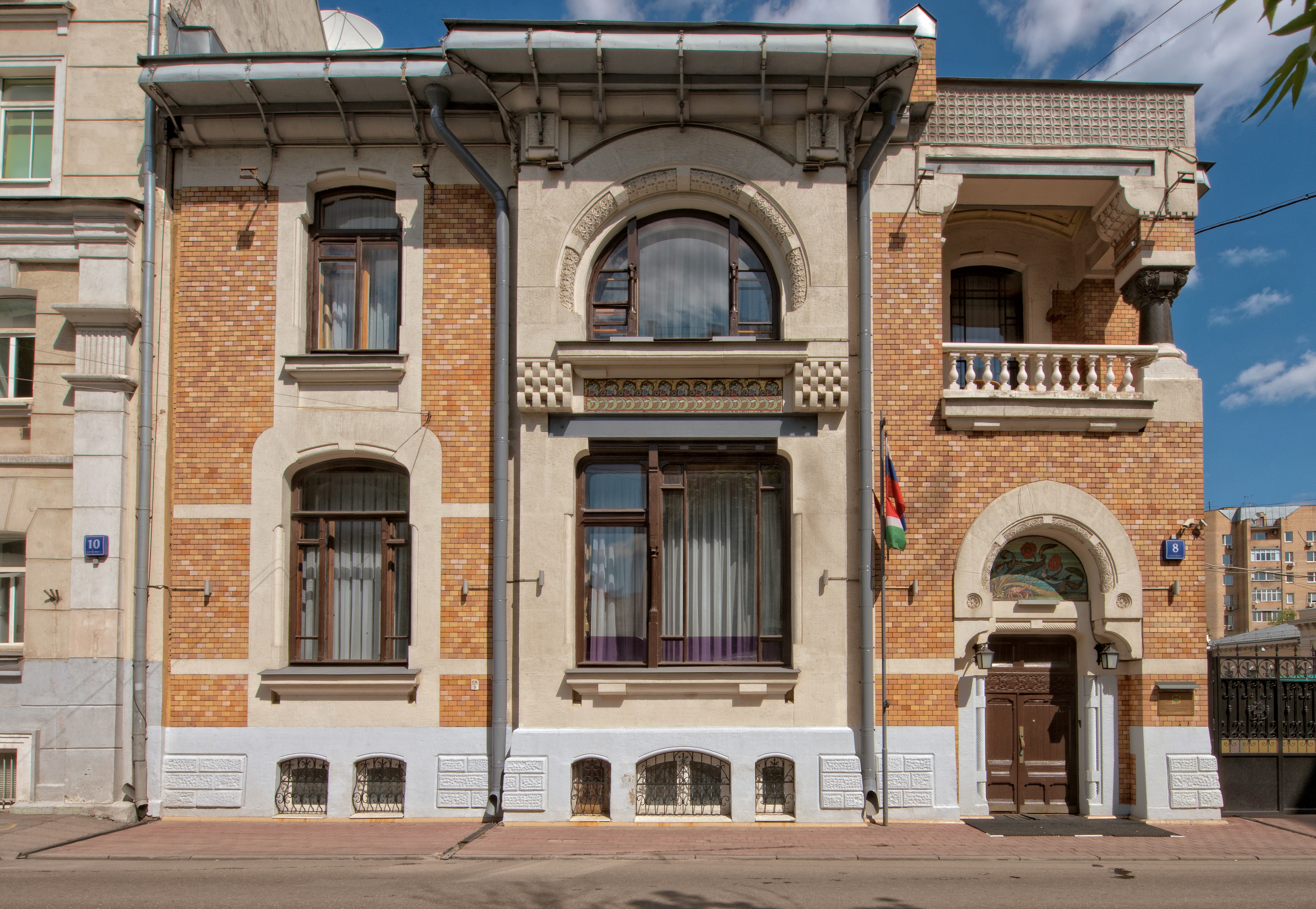
Hôtel particulier List, ruelle Glazovski Moscou

Le Modern est, en Russie, un phénomène d'abord et essentiellement moscovite. À partir de 1900-1901, Saint-Pétersbourg participera au mouvement, mais la tradition et le conservatisme y étaient plus marqués. Moscou s'était construite depuis des époques plus lointaines de l'histoire et présentait des styles variés qui attiraient la nouveauté chez les jeunes architectes.
Sur le plan des idées, l'Art nouveau entrait en conflit avec l'éclectisme sur un point important : il considérait comme fausse la caractéristique principale de celui-ci qui consistait à faire éclater l'architecture en d'une part la recherche de la beauté et d'autre part la fonction utilitaire. Pour contrer cet éclatement, l'Art nouveau invoque le principe de l'unité organique et transforme l'utile et le fonctionnel en images et en symboles. L'architecte, pour concevoir son projet, se base sur une perception esthétique de la vie, sur une quête du beau, sur une utopie. Cette utopie perdit le contact avec les idéaux de justice sociale de la fin du XIXe siècle. Ceci va mettre l'Art nouveau en opposition avec l'idée de la mission sociale de l'art, qui était populaire en Russie. L'idée du développement d'un environnement urbanistique en accord avec les lois esthétiques pouvait être considéré comme l'antithèse du matérialisme petit-bourgeois, mesquin et superficiel. Mais si on voulait arriver à créer un environnement social et urbanistique poétisé et beau il fallait beaucoup d'argent. Or ce n'était possible que pour les classes bourgeoises de la société. La contradiction entre ces idéaux sera fatale à l'Art nouveau en Russie où il ne se développa pas plus longtemps qu'une dizaine d'années, puis disparut.
L'édifice Art nouveau est dessiné de l'intérieur avec sa conception particulière d'espace de vie et va vers l'extérieur.
La forme qui en résulte pour l'ensemble est asymétrique. L'élément essentiel est la création artistique, l'absence d'imitation ou de rappel de sources historiques ou encore la préférence des images aux formes décoratives naturalistes. Le langage de cet art se base sur l'agencement du bâtiment, la propriété plastique des structures (le métal par exemple y prend une place de choix) et des analogies avec le monde organique dans la décoration.
Kekouchev développe encore ces principes dans d'autres hôtels particuliers, comme l'hôtel particulier Mindovski, mais il s'agit alors de construction d'immeubles de rapport. Rue Pretchinska (actuelle rue Kropotkine à Moscou) en 1906 l'immeuble de rapport Isakov haut de cinq niveaux en est un exemple. Au début du siècle les maisons de rapport étaient prisées et répandues. Mais le concept du tout organique qui constituait un principe pour l'Art nouveau s'adaptait mal à la construction d'un bâtiment constitué de cellules indépendantes et uniformes. Kekouchev tente toutefois de donner une impression d'intégrité monolithique au bâtiment. À cette fin, et pour surmonter la monotonie de tels immeubles, il souligne sa façade par un couronnement curviligne et un axe de symétrie important. Bien que les principes appliqués soient un peu en contradiction le résultat obtenu est intéressant et sa façade est expressive.

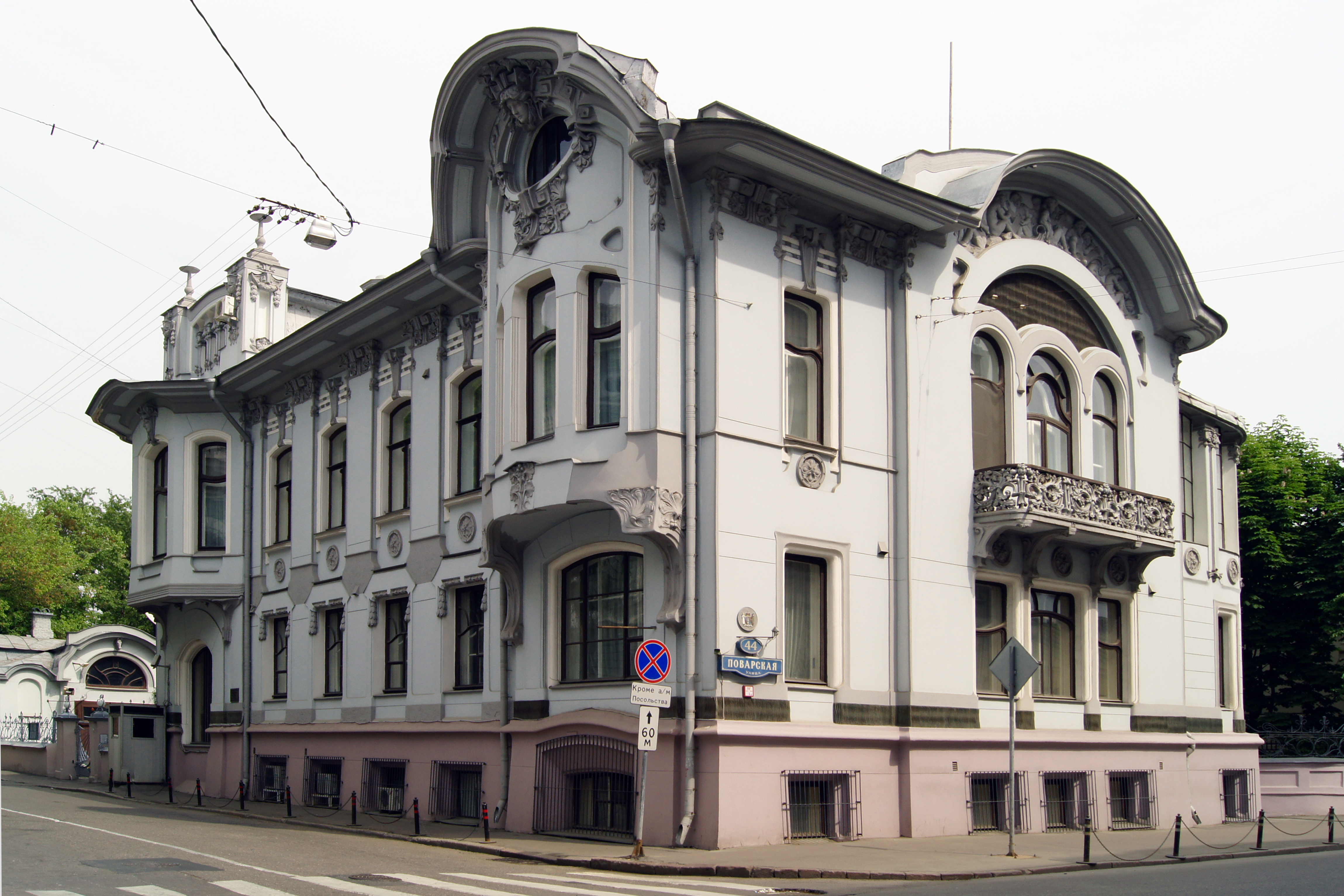
Hôtel particulier Mindovski Kekoushev, rue Povarskaïa,
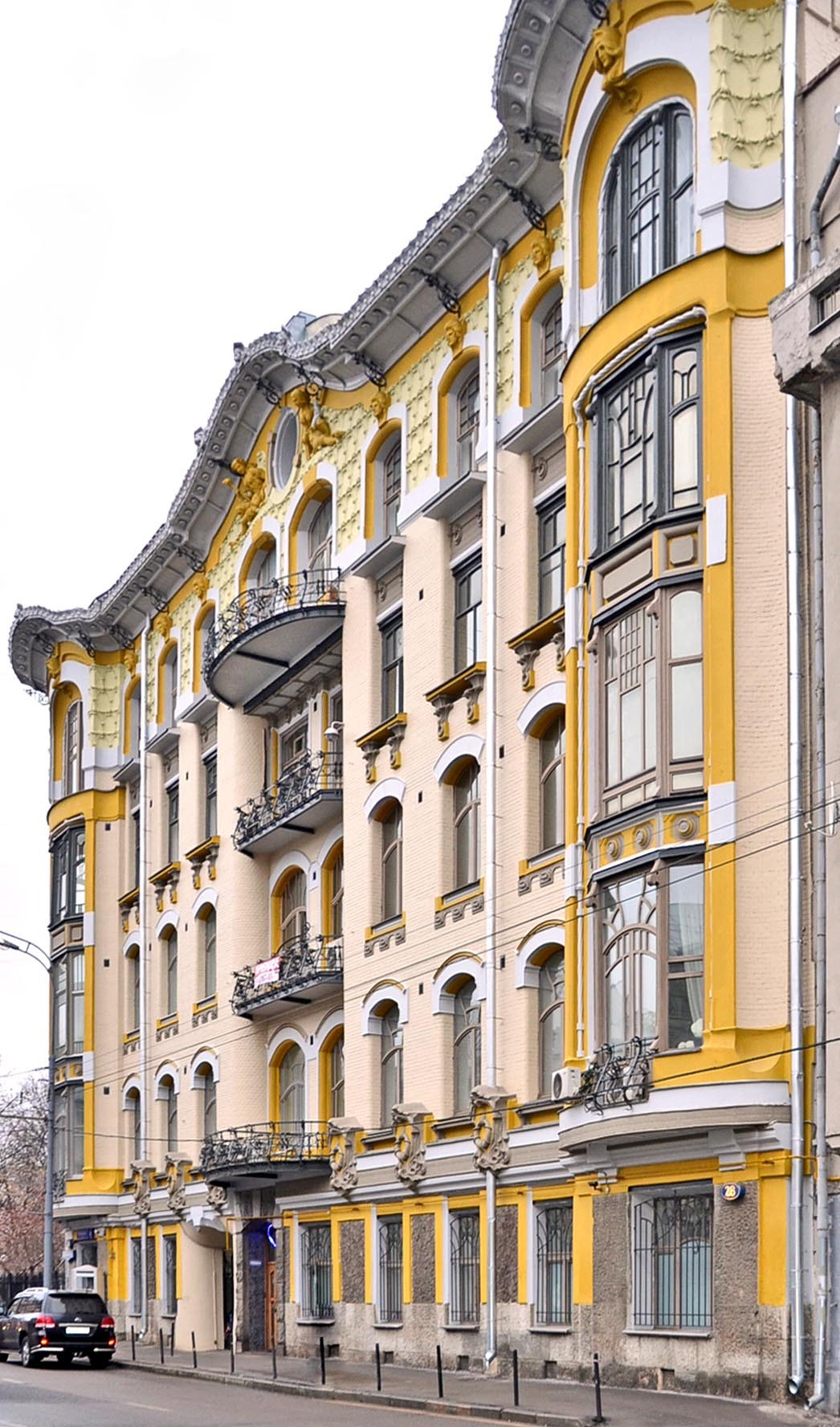
rue Pretchistenka , Maison de rapport Isakov

Fiodor ou Franz Schechtel (1859-1926)
Il utilisa toutes les variations possibles de l'Art nouveau. L'hôtel particulier Riabouchinski, bâti de 1902 à 1906, est un des exemples de quête d'unité organique le plus réussi. Le but principal est l'intégration de la vie qui se déroule dans l'environnement de la maison. Tout doit y concourir : l'agencement de l'espace, l'organisation des pièces, la couleur, les détails décoratifs. Les formes paraissent simples et harmonieuses mais l'irrationnel se mêle aussi au rationnel. Les portes et fenêtres ont des formes singulières, les motifs sinueux des châssis répètent les lignes ondoyantes de la frise.
Le noyau central est constitué par l'escalier à la forme serpentante et garni d'une balustrade de marbre. C'est un exemple des plus raffinés de l'architecture du début du XXe siècle. Schechtel réalisa également un pavillon plus austère à Moscou : l'Hôtel particulier Derojinskaïa .

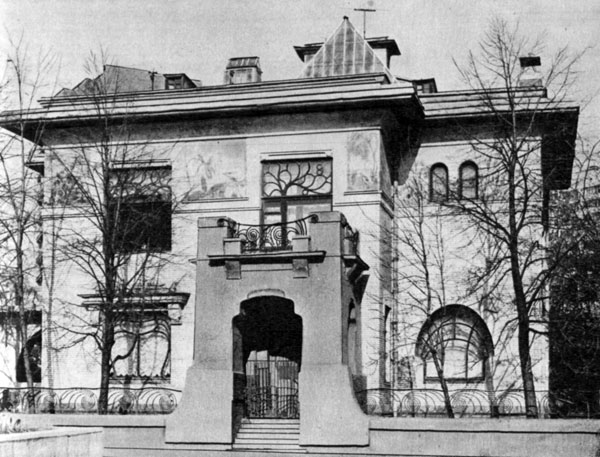
hôtel particulier Riabouchinski
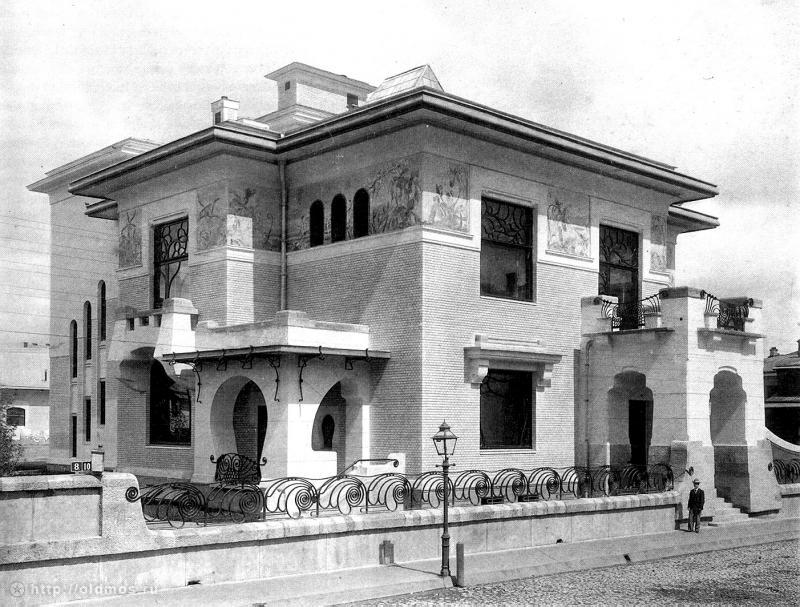
hôtel particulier Riabouchinski
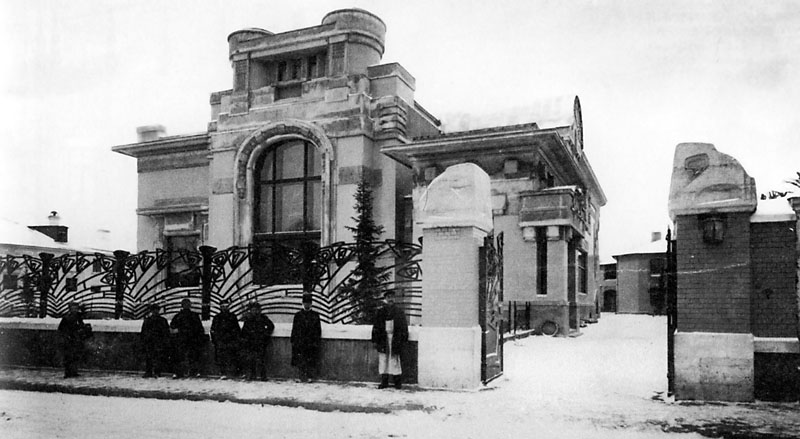
Hôtel particulier Derojinskaïa 1901

Gueorgui Makaïev
Makaiev Gueorgui (ru) (1871-1916), lui aussi tentait de réaliser dans ses édifices le concept d'intégrité organique.
Rue Podsossenski à Moscou, en 1903, il construit sur un angle de rues un édifice qui donne l'impression d'une masse monolithique géante faite de matière plastique. L'angle des deux rues est formé par une tour qui donne une symétrie dynamique à l'ensemble. La décoration, avec ses sujets floraux et ses lignes évanescentes, est répartie sur toute la façade. Les éléments constitutifs fusionnent l'un avec l'autre, suivant une démarche contraire au classicisme, qui lui articule clairement tous ses composants .

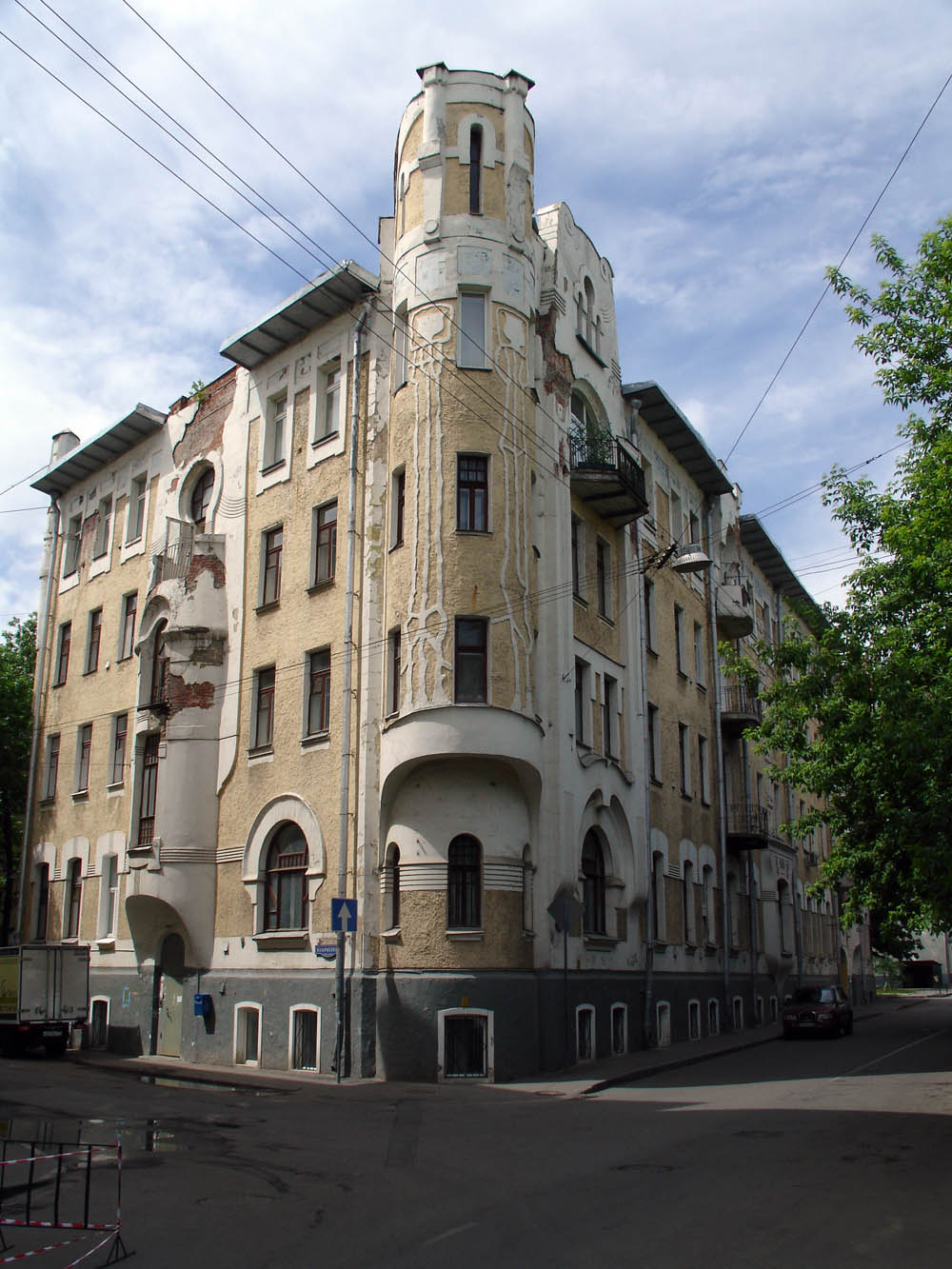
Moscou, rue Podsossenski, 1903, architecte Makaïev

Alexandre Zelenko
Alexandre Zelenko (en)(1871-1953)
Alexandre Zelenko (1871-1953) pousse les tendances Art nouveau jusqu'à l'extrême. On peut comparer ses réalisations à celles de l'Espagnol Gaudi, un des maîtres les plus créatifs de ce mouvement en Europe. L'immeuble de la rue Péréoulok de 1907 est financé par les dons des travailleurs et l'intelligentsia libérale. Destiné d'abord à abriter un club de jeunes il devient par la suite un jardin d'enfants et finalement une maison des jeunes pionniers. Il se présente comme un château fantastique pour enfants et comme une structure habitable. Sa plastique est brute, monolithique.

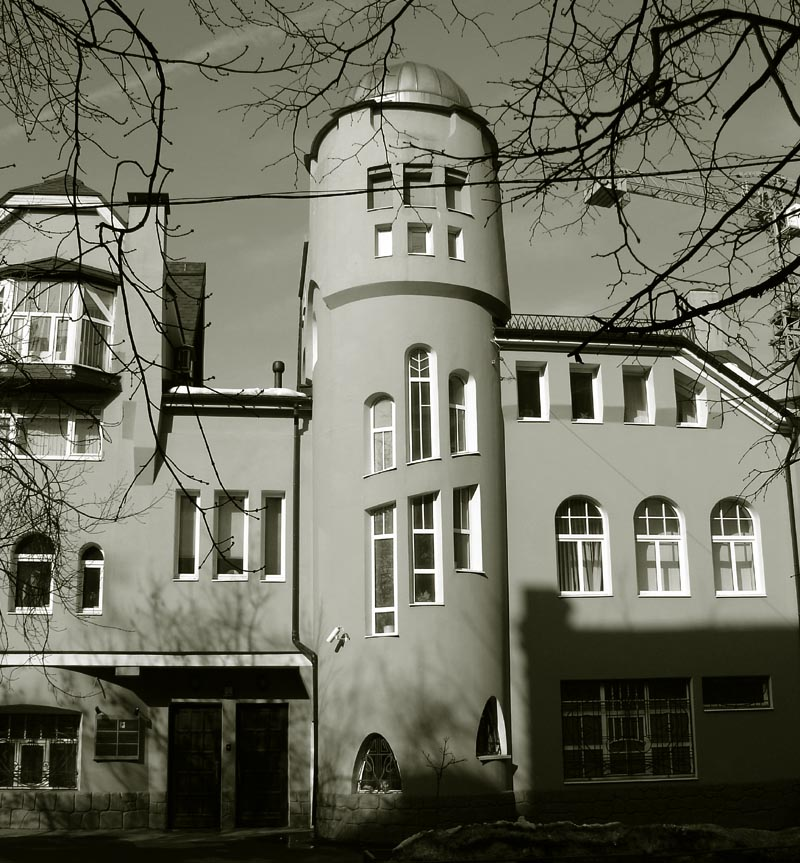
Club de jeunes rue Vadkovski, Moscou 1907

Illarion Ivanov-Schitz

### Saint-Pétersbourg
Les immeubles du début du XXe siècle construits à Saint-Pétersbourg manifestent une plus grande rigidité, un esprit plus froid que ceux de Moscou. Ils sont moins nombreux aussi que dans la capitale. Par contre on y retrouve les principes d'asymétrie, d'organicité de l'Art nouveau.
Alexandre von Hohen
Alexandre Von Hohen réalisé entre 1904 et 1906 l'Hôtel particulier de la Kschessinska. Mathilde Kschessinska est une danseuse polonaise, premier amour du dernier empereur russe. L'édifice était prévu pour de grandes réceptions. La composition des salles d'apparat et des appartements privés était asymétrique. La froideur est soulignée par les carreaux jaunes vitrifiés sur les façades.

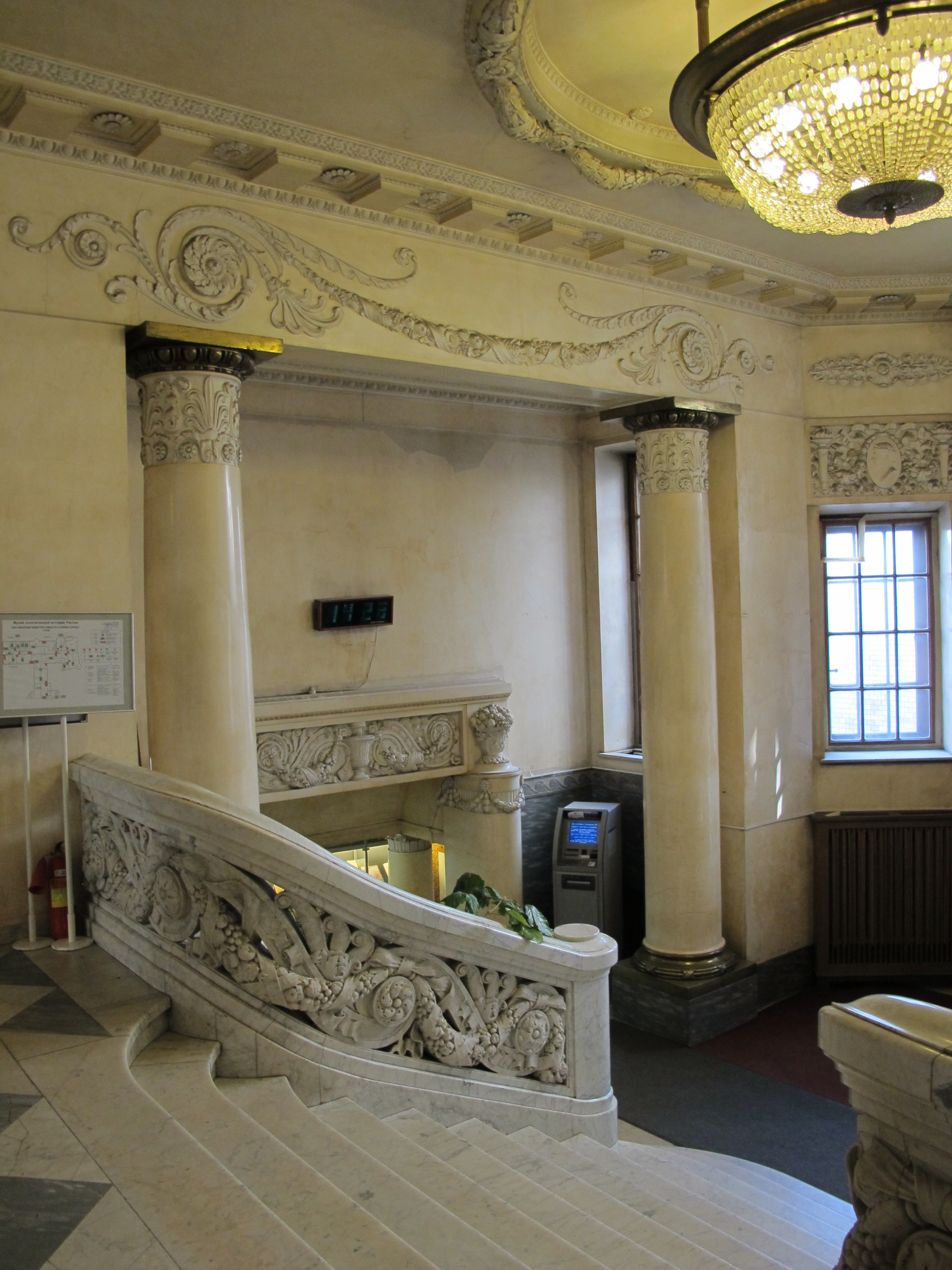
Palazzo Kschessinskaya
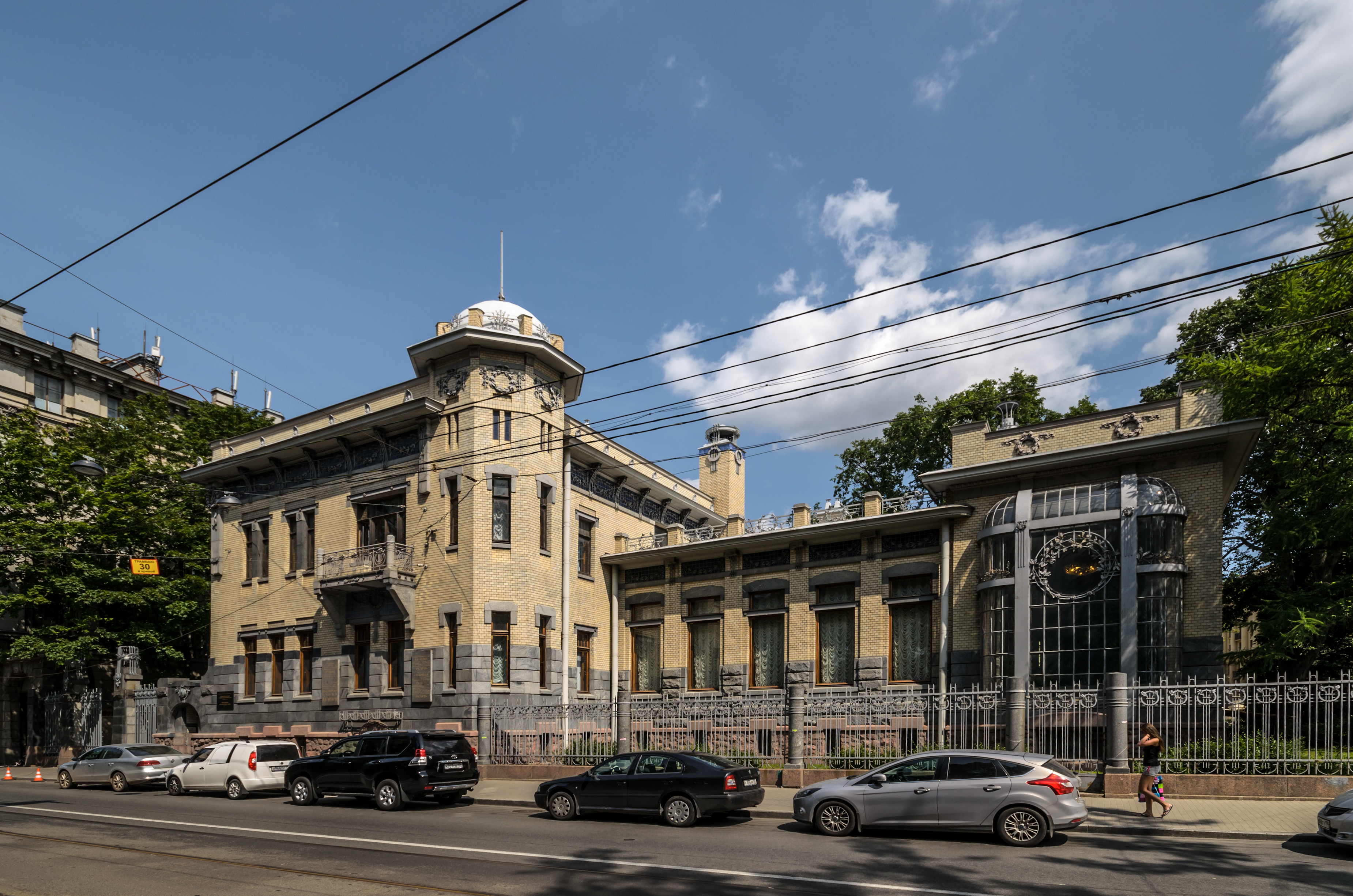
hôtel Kschessinskaya
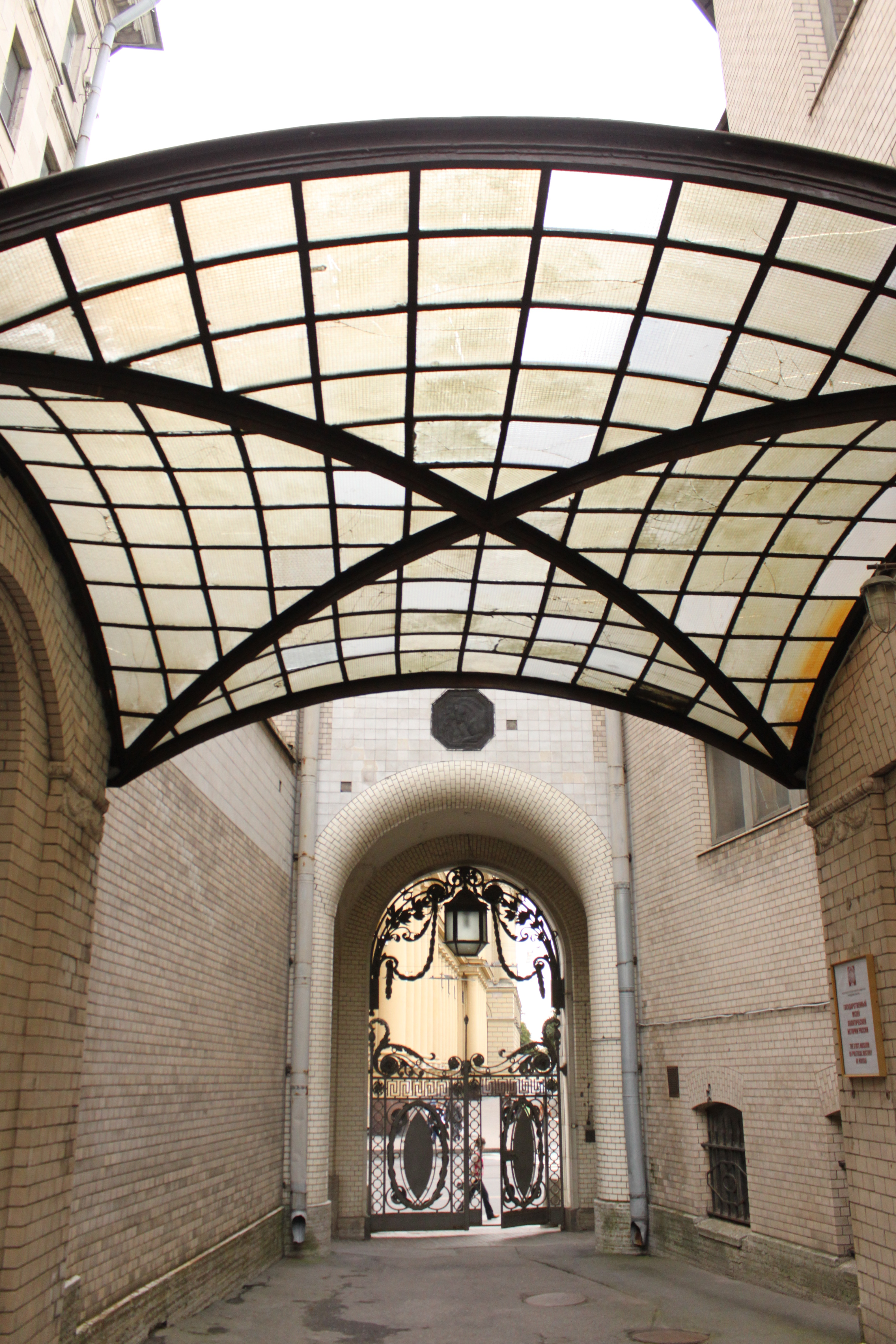
Porche et verrière

Stanislav Brjozovski et Sima Minache
Sima Minache (ru) (1877-1945) et Stanislav Brjozovski (ru) (1863-1930)
La gare de Saint-Pétersbourg-Vitebsk, qui date de 1902 et 1904, est une réalisation dont l'approche suit les concepts du "modern" mais à une échelle plus grande. Elle ne donne pas dans l'immense grâce au choix de l'échelle de ses composants et à la délicatesse de sa décoration.

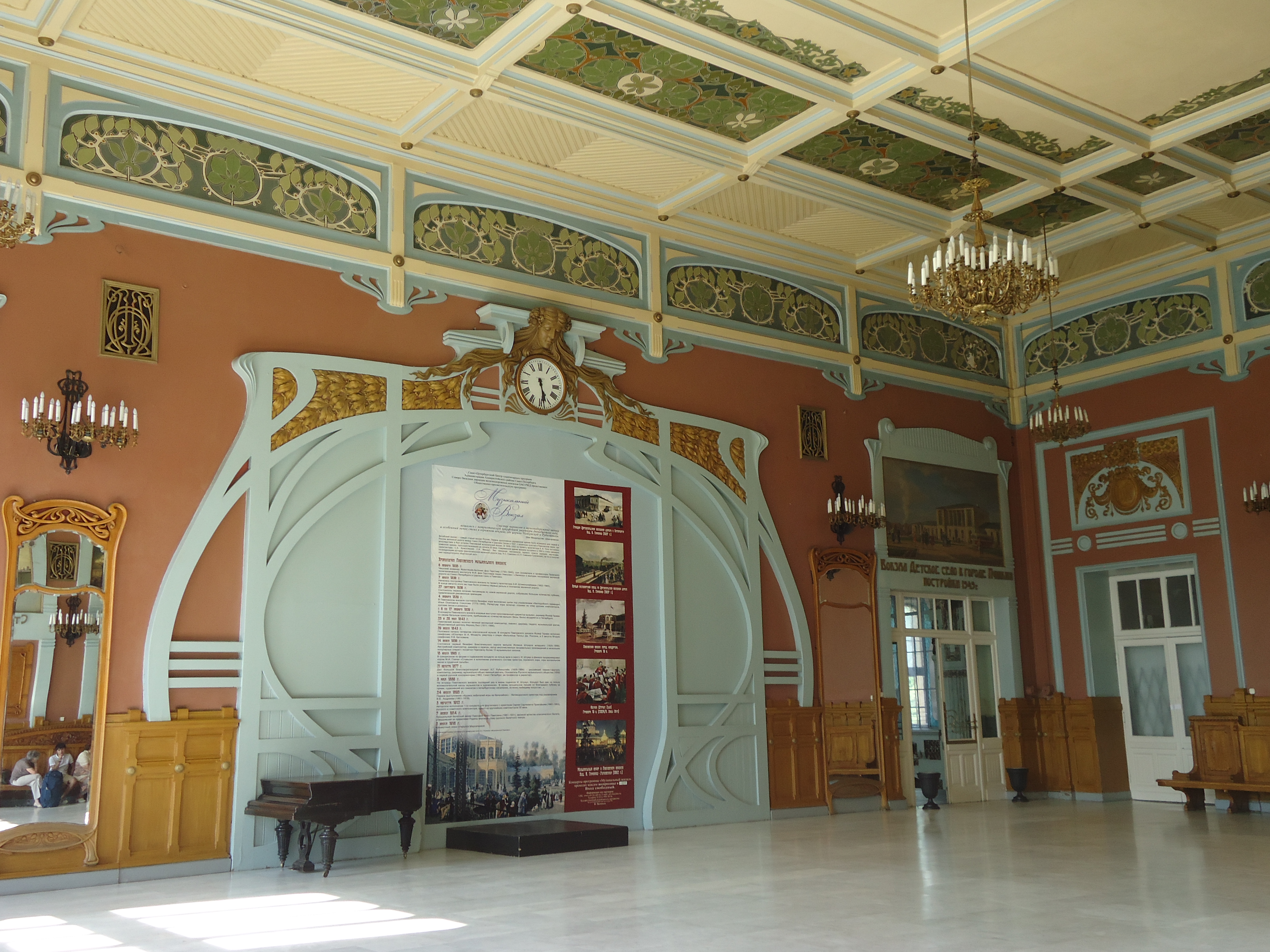
Salle d'attente de la gare de Vitebsk
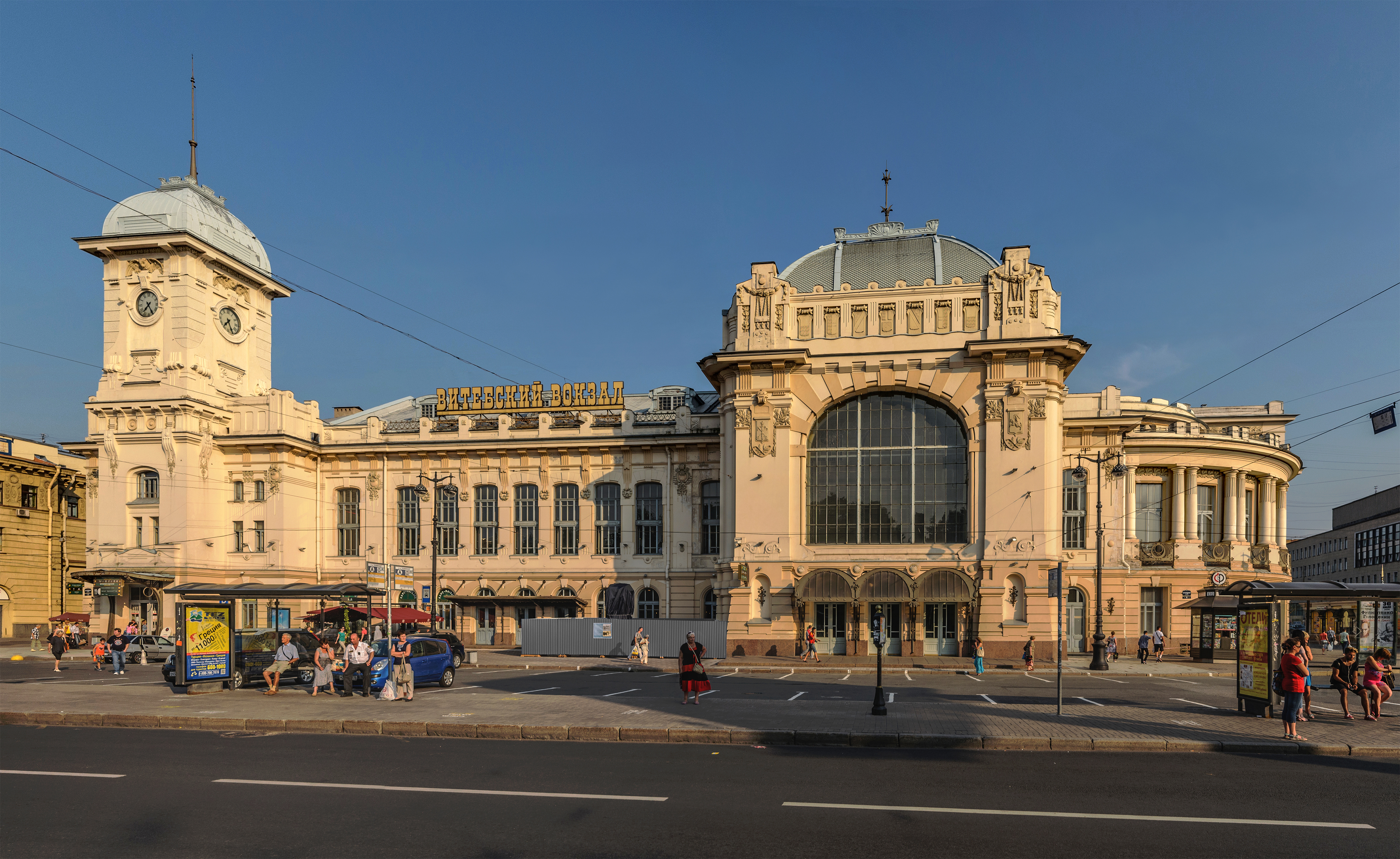
Gare de Saint-Pétersbourg-Vitebsk
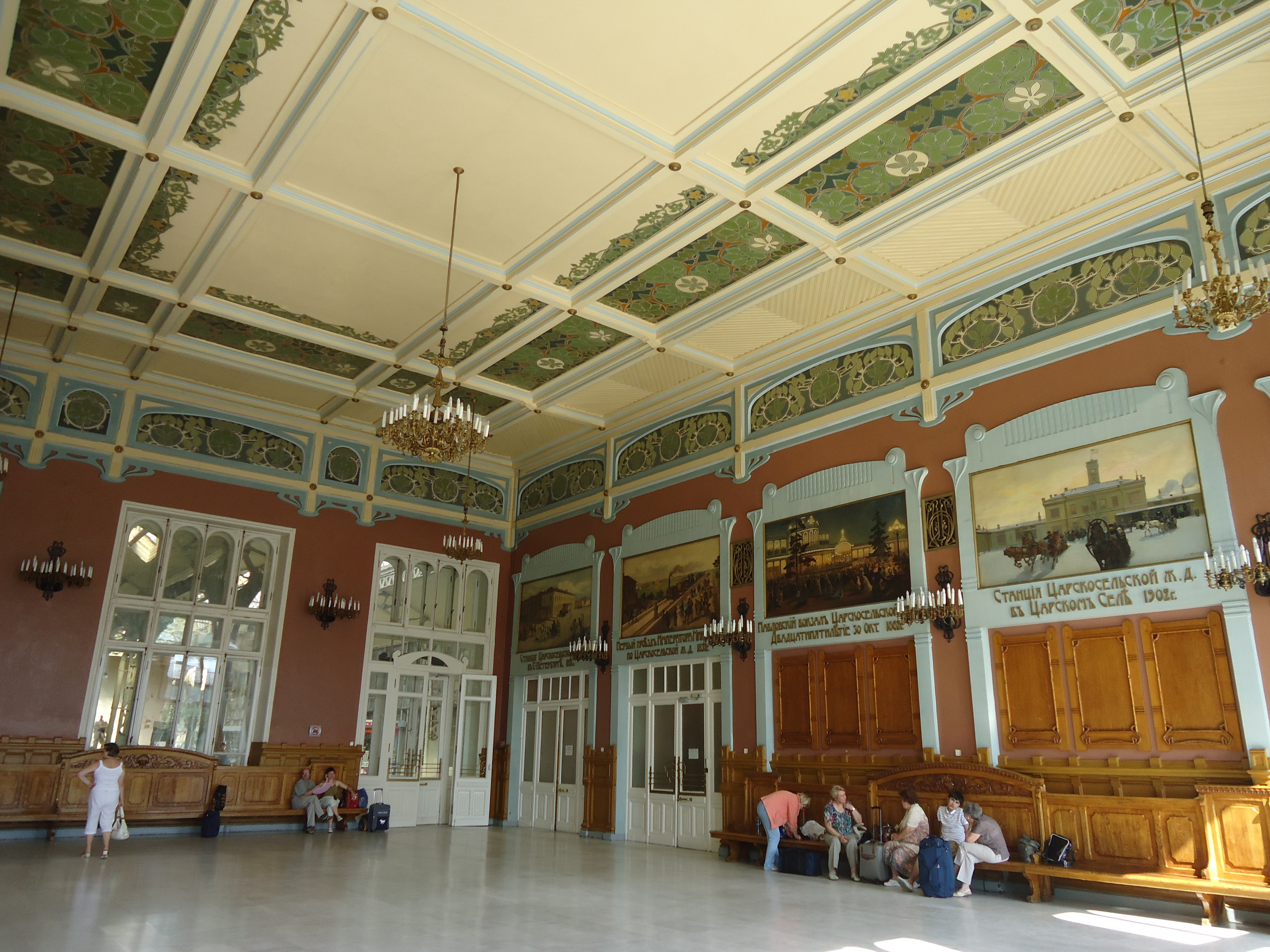
Salle d'attente de la gare de Vitebsk

Fredrik Lidval (ou Fiodor)
Fredrik Lidvall (1870-1945) réalise entre 1902 et 1904, à l'avenue Kamenoostrovski à Saint-Pétersbourg, la construction d'un immeuble de rapport. Le corps du bâtiment forme un ensemble harmonieux. La combinaison du granit gris et d'un revêtement foncé produit un effet qui rappelle l'architecture scandinave et finlandaise. Le granit des façades s'affirme comme l'expression d'un certain standing qui satisfait les bourgeois nouveaux riches de l'époque.
F. Lidval réalise également l'hôtel Astoria en 1911-1912 c'est-à-dire à la fin de la période du "Modern".

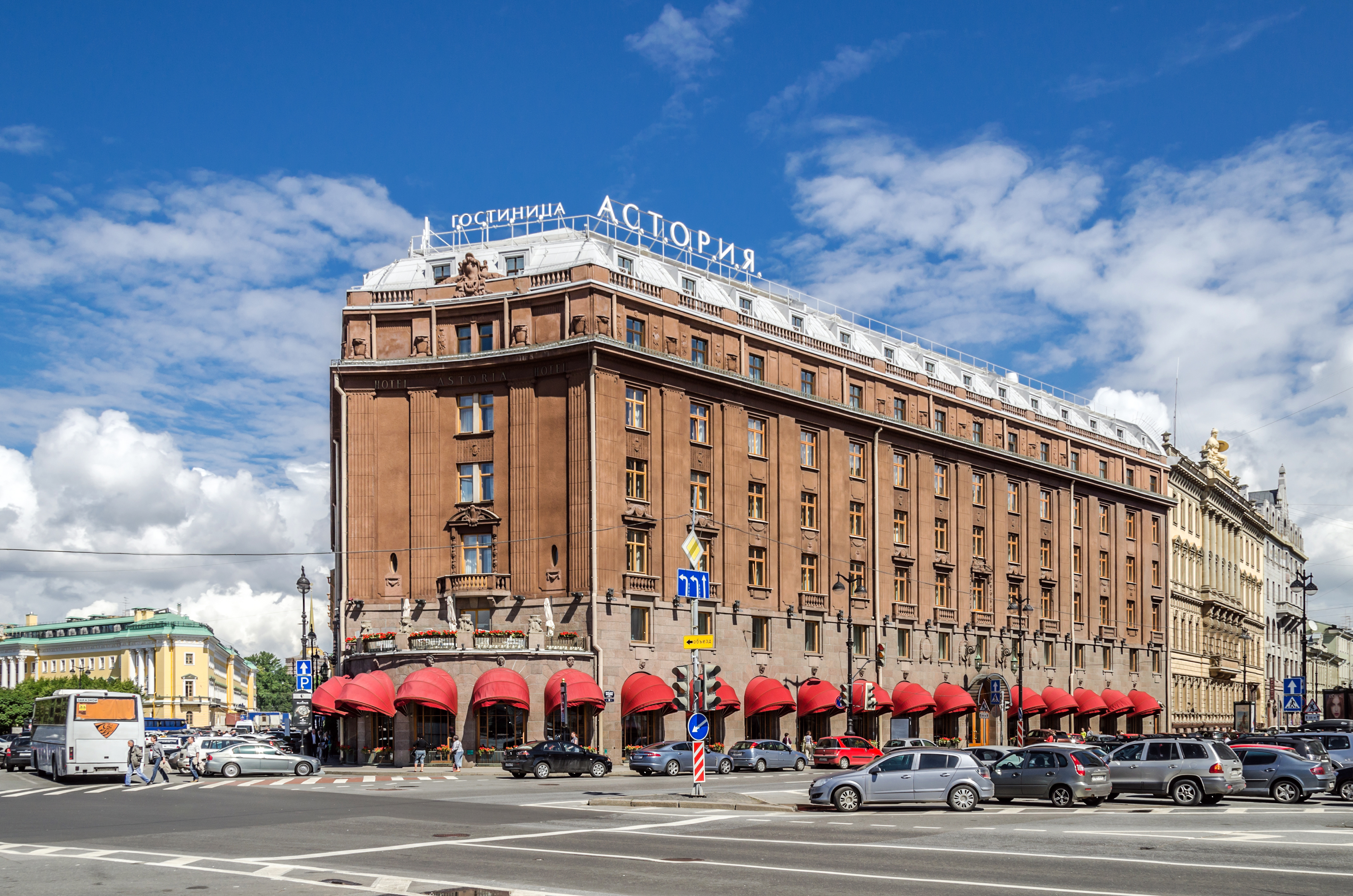
Hotel Astoria 1911-1912
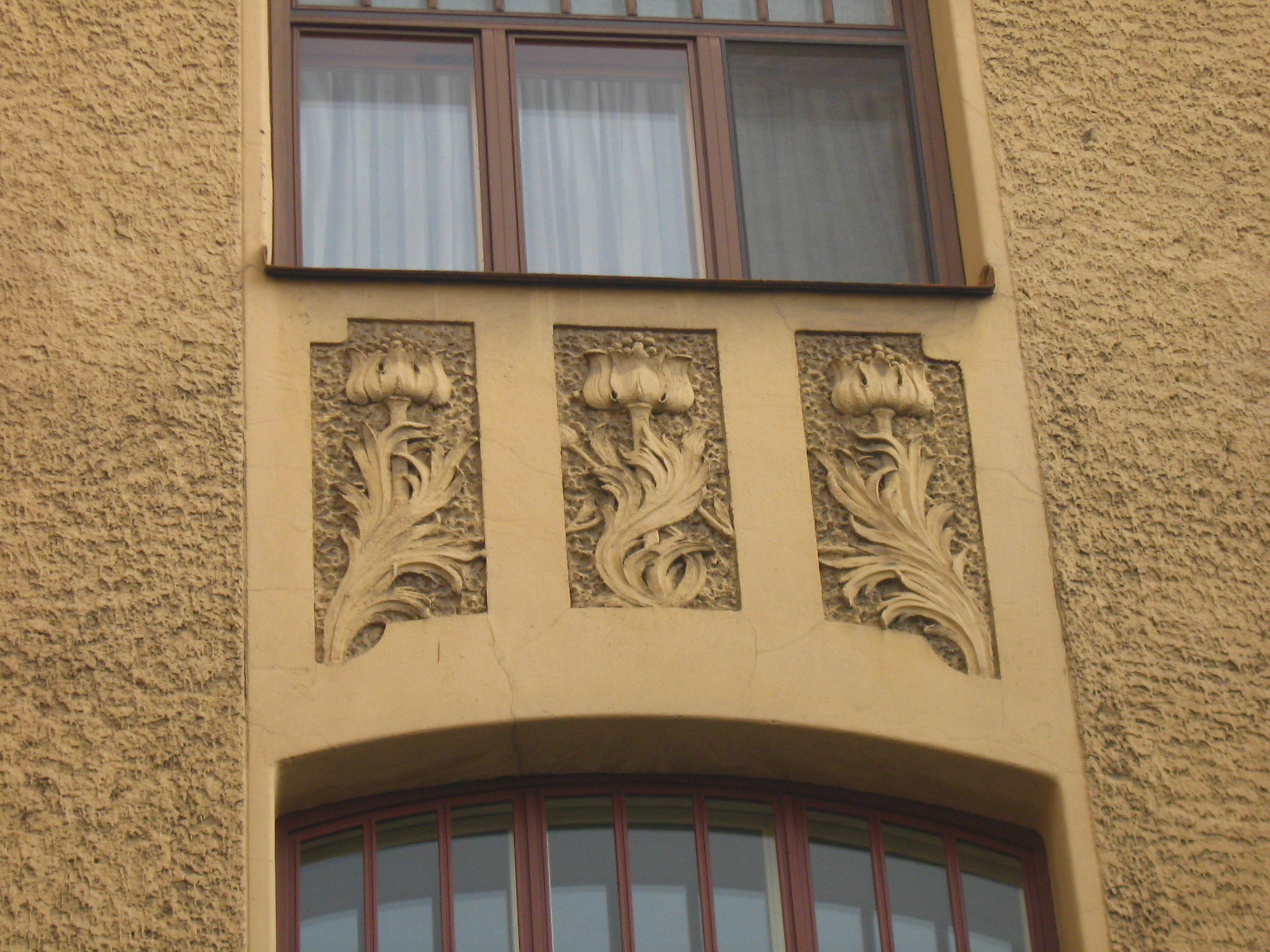
Lidval fleurs
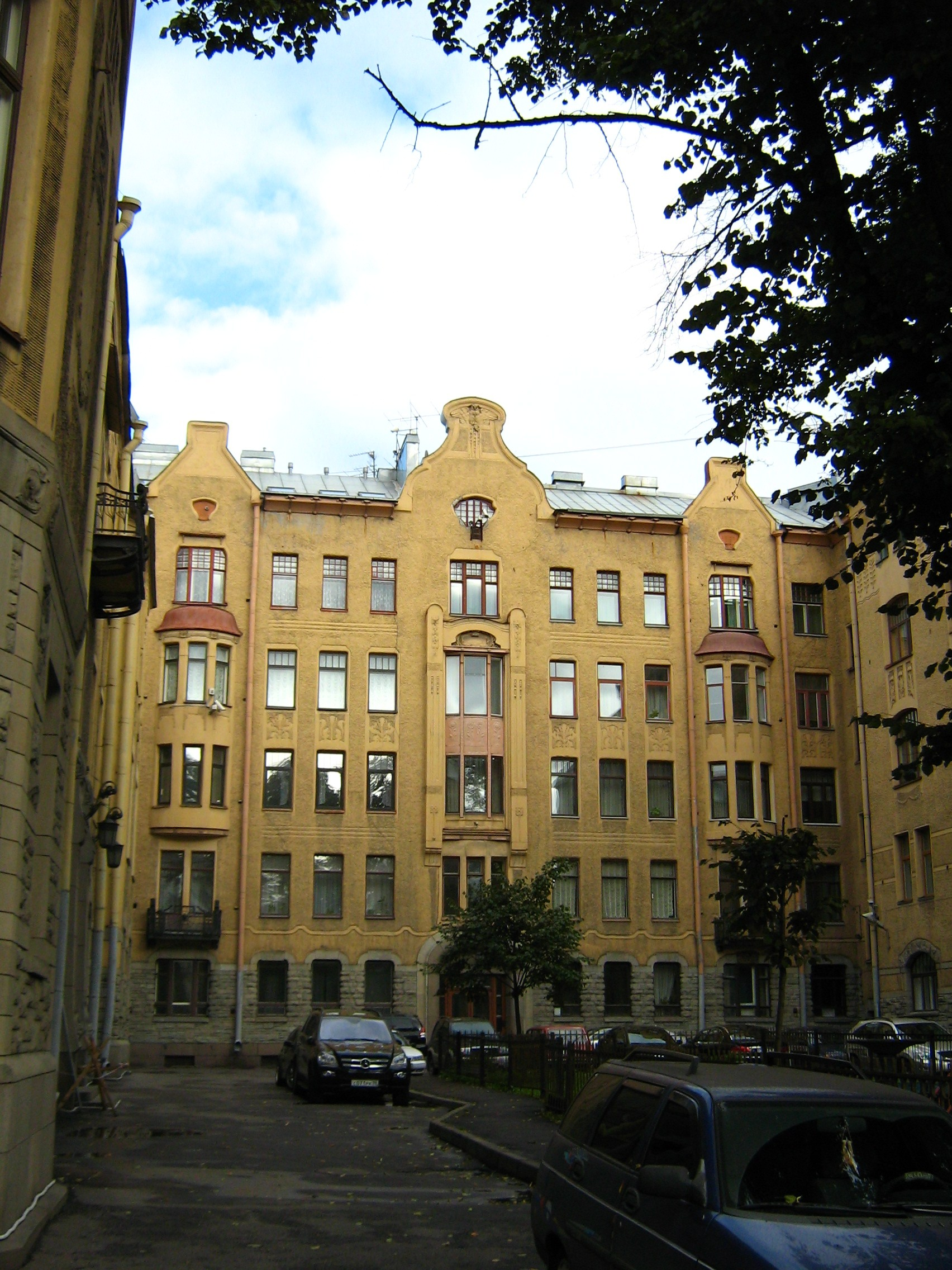
Maison Lidval

Gavriil Baranovski
Gavriil Baranovski (en) (1860-1920) est l'architecte d'une autre réalisation brillante : l'Épicerie Elisseïev (Saint-Pétersbourg) (en 1902-1903), non loin de l'Immeuble de la compagnie Singer.

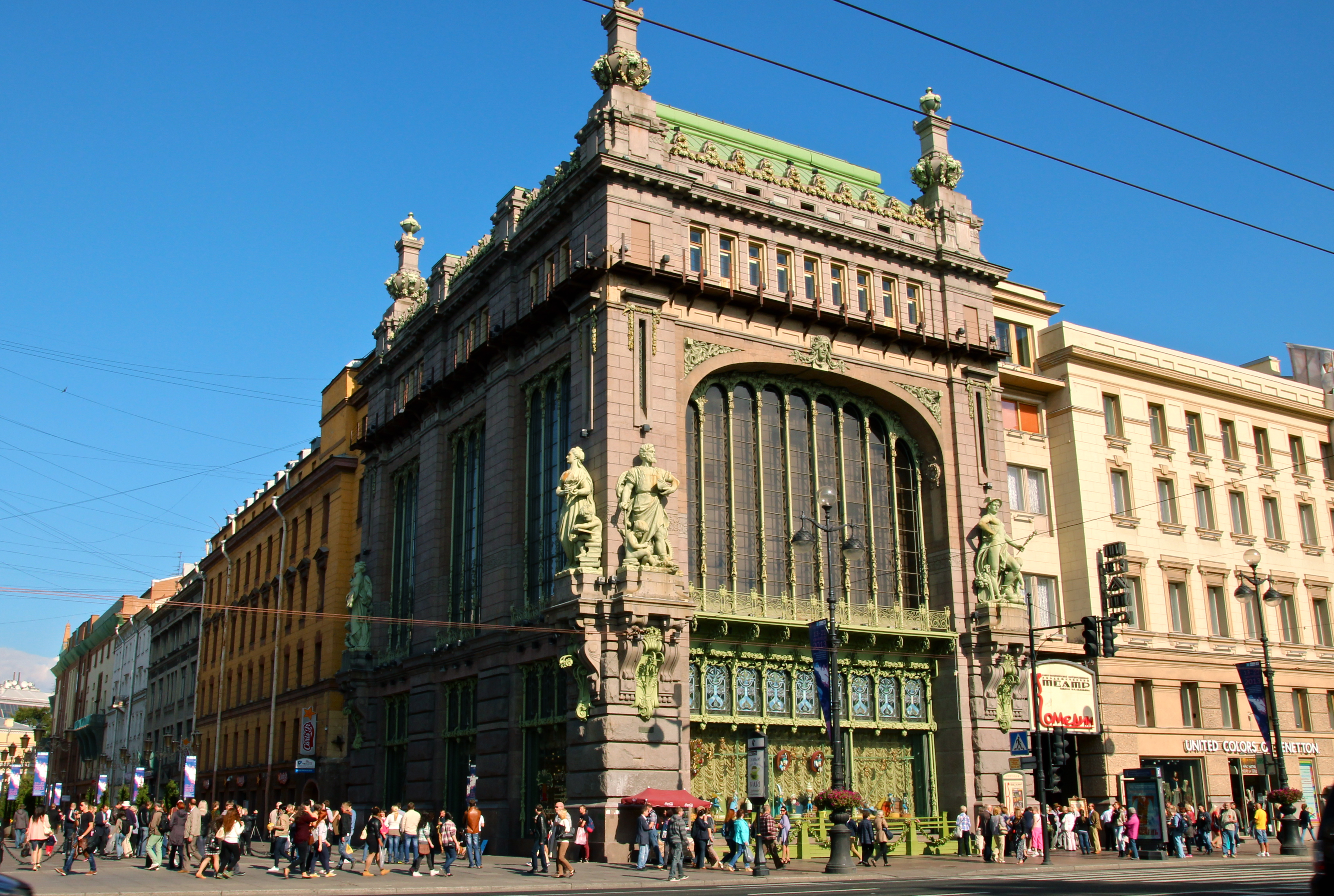
Épicerie Elisseïev
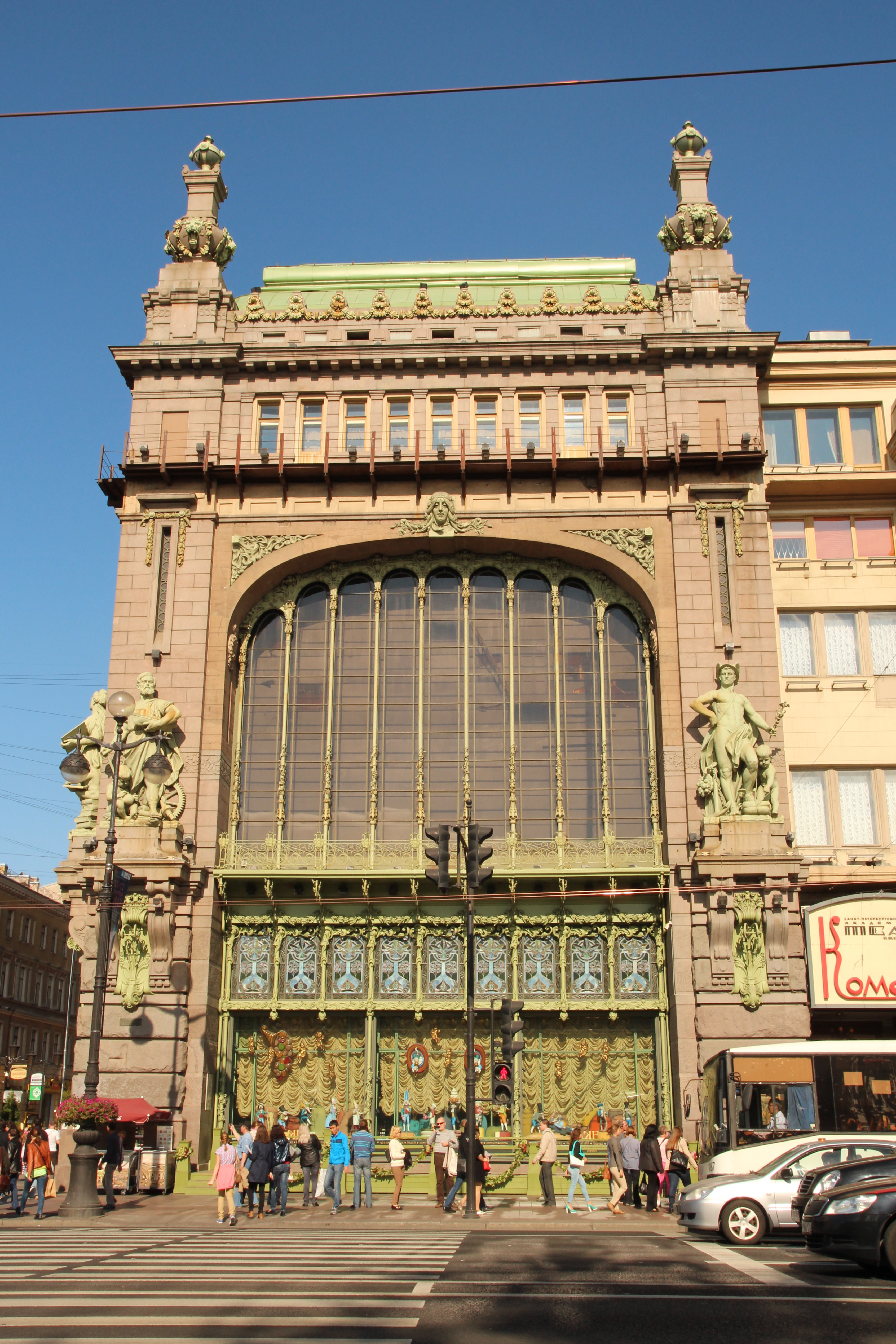
Épicerie Elisseïev
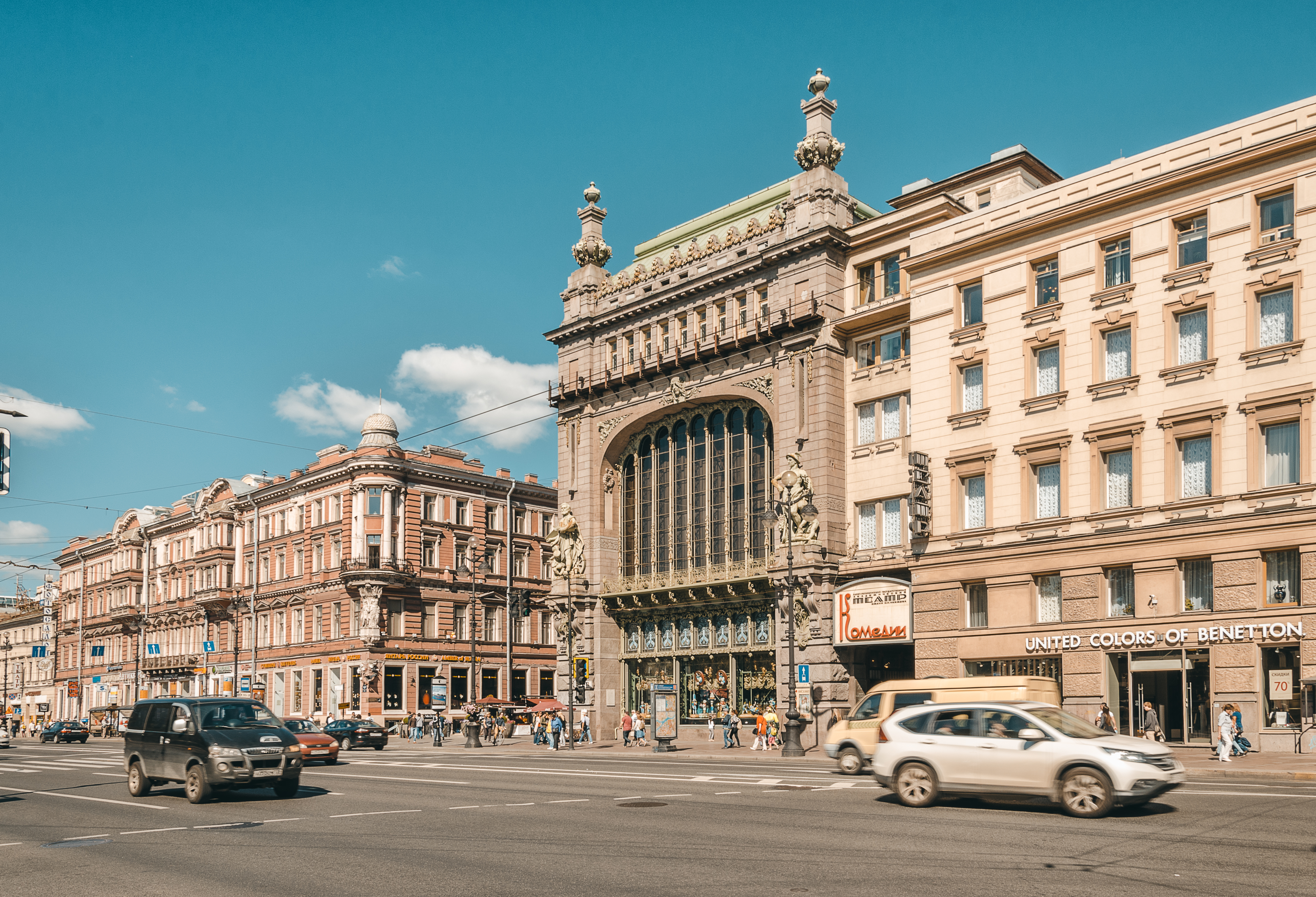
Nevski prospect

Pavel Siouzor
Pavel Siozor (en) est l'architecte de l'un des édifices les plus réputés et remarquables de l'architecture Art Nouveau en Russie à Saint-Pétersbourg : l'Immeuble de la compagnie Singer (appelée par la suite « Maison du Livre ») sur la Perspective Nevski. D'un côté ce bâtiment ne semble pas se lier aux ensembles voisins, ce qui peut être considéré comme une erreur urbanistique. Mais d'un autre côté on peut le considérer comme un exemple d'intégration réussie sur une parcelle étroite et difficile à mettre en valeur. Pavel Siozor en réalisa les plans et le fit édifier entre 1902 et 1904.

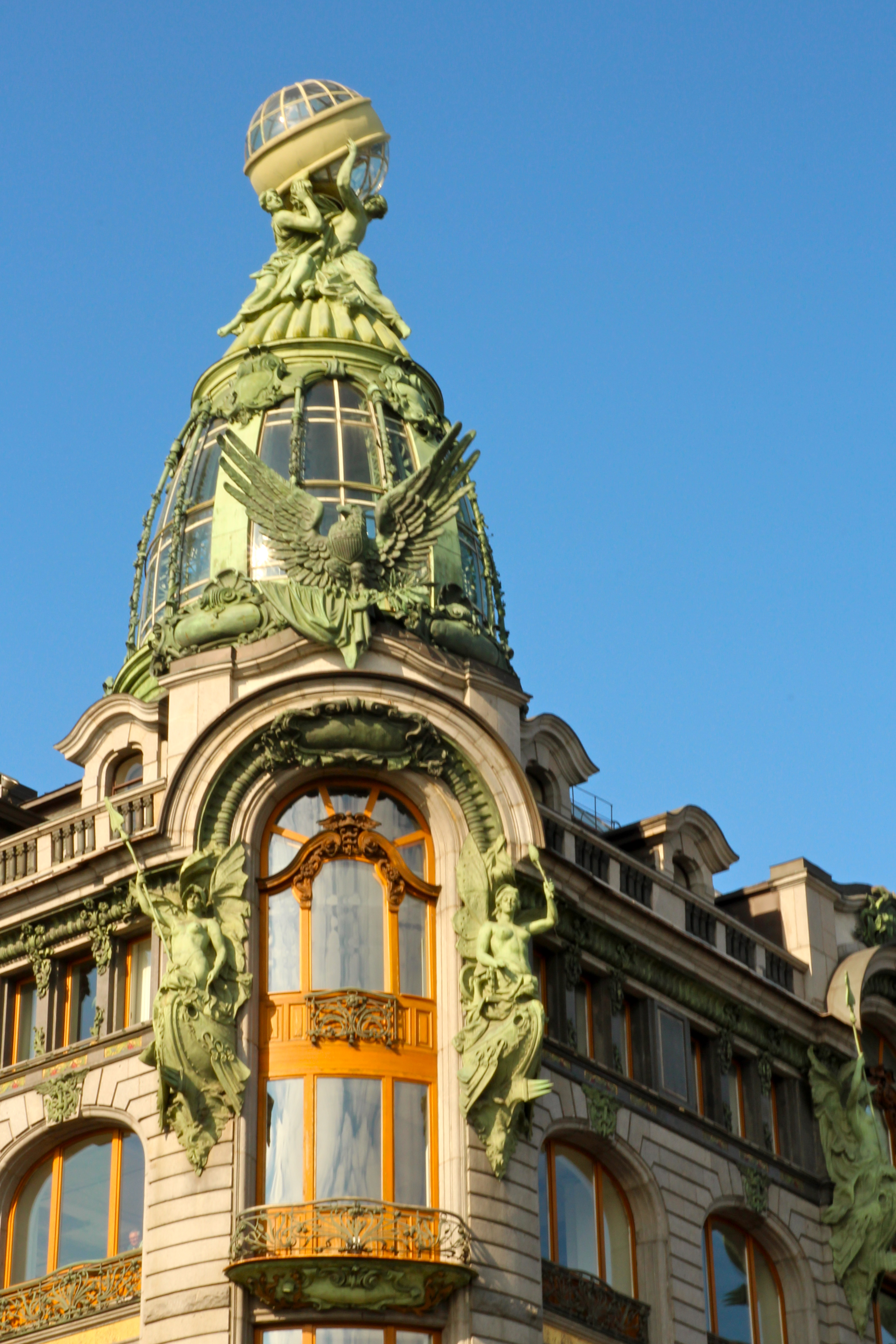
Immeuble Singer, dôme
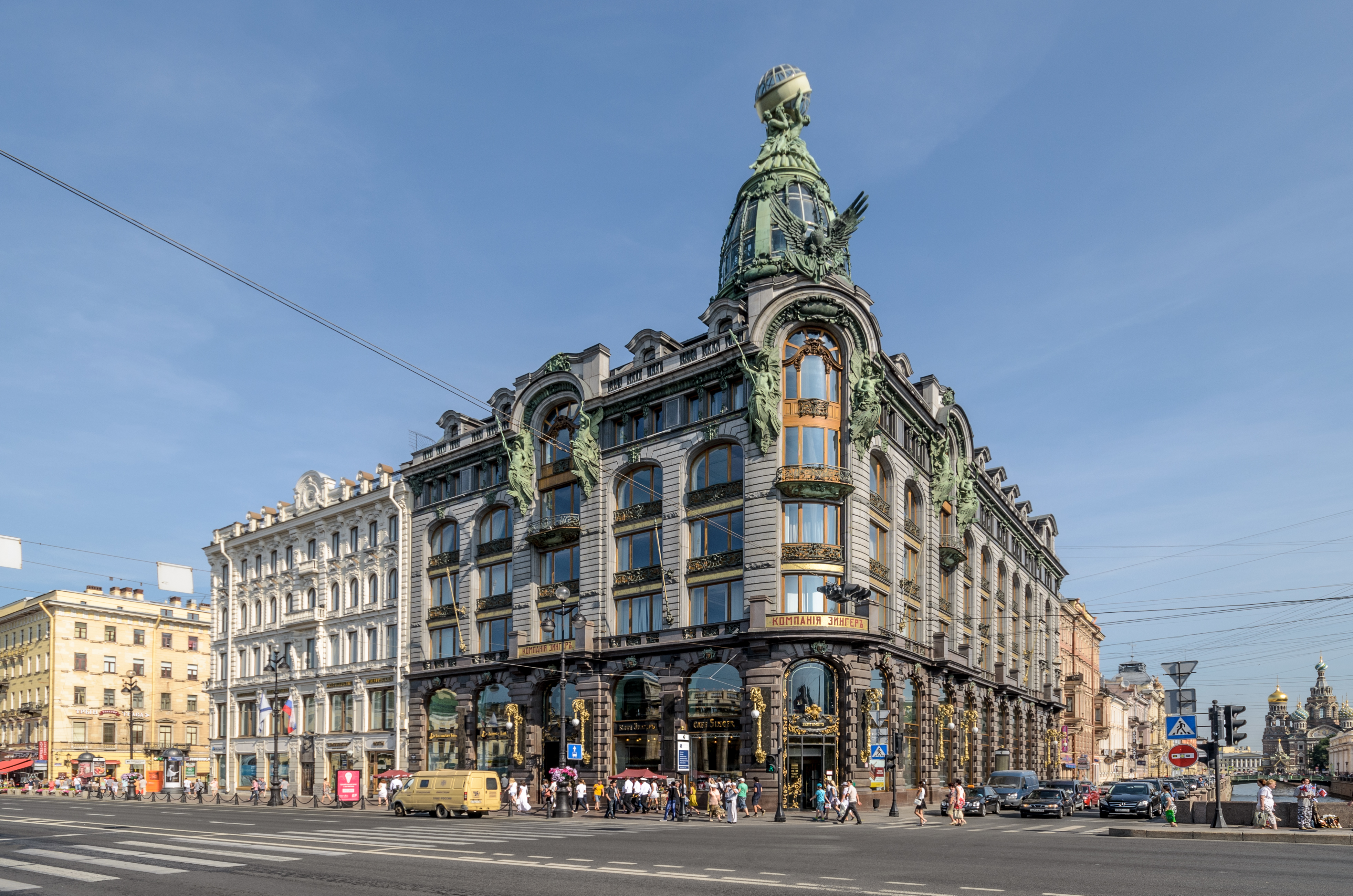
Immeuble Singer, vue d'ensemble
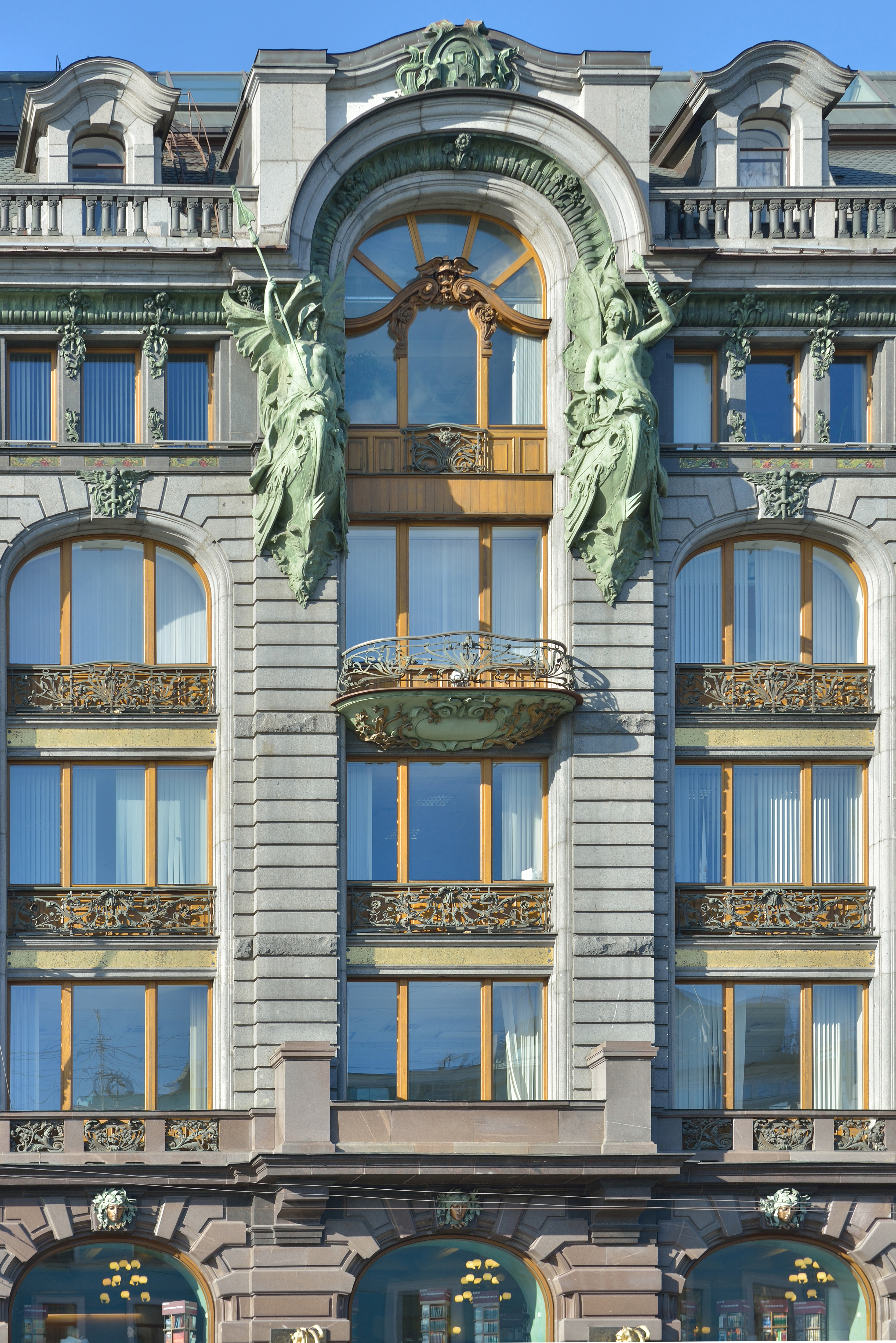
Immeuble Singer, façade principale

### Bâtiments à ossatures
Vers les années 1909-1910 un critère nouveau apparut dans l'architecture des bâtiments en Russie avec la diffusion des bâtiments à ossatures. L'architecture devient plus rigoureuse et clairement définie, ce qui renforce les tendances rationalistes en Art nouveau. Le siège de la "Société commerciale de Moscou" réalisé en 1909 par Franz Schechtel est l'œuvre la plus importante de cette tendance. L'ossature est mise en évidence dans l'agencement des façades avec de grandes baies. Mais les angles et les contours arrondis des pylônes ainsi que la frise de l'étage supérieur restent des caractéristiques de l'Art nouveau. La conception rationaliste de bâtiments de ce style a commencé peu à peu à s'appliquer à d'autres types d'immeubles et pour commencer aux maisons de rapport. La version rationaliste de l'Art nouveau restituait à l'architecture les règles claires et précises. Mais cette caractéristique était liée à l'idée que l'on se fait de l'architecture classique. Dès lors on assista à un retour aux tendances du classicisme et en même temps à la fin du mouvement Art nouveau en Russie. Il s'éteignit un peu après 1910. Dans les provinces russes l'Art nouveau se limitait le plus souvent à un jeu de formes décoratives correspondant davantage à de l'éclectisme architectural. Ce qui n'empêche pas que des réalisations remarquables y sont apparues nombreuses à Nijni Novgorod, Kazan, Saratov, Rostov sur le Don.
Le mouvement a de toute manière permis à l'architecture en Russie de développer des nouvelles conceptions à partir de l'organisation de l'espace dans l'Art nouveau « de l'intérieur vers l'extérieur », ou encore du refus d'accepter la distinction entre l'utilité et la beauté.

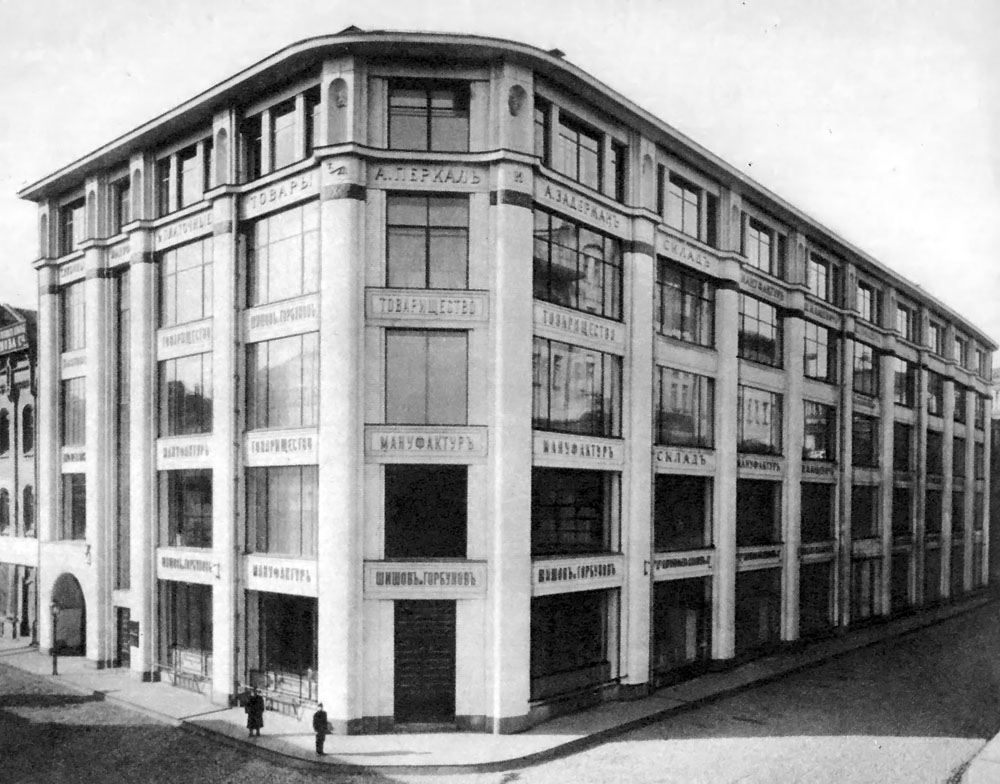
Siège de la société commerciale de Moscou 1909. F. Schechtel.
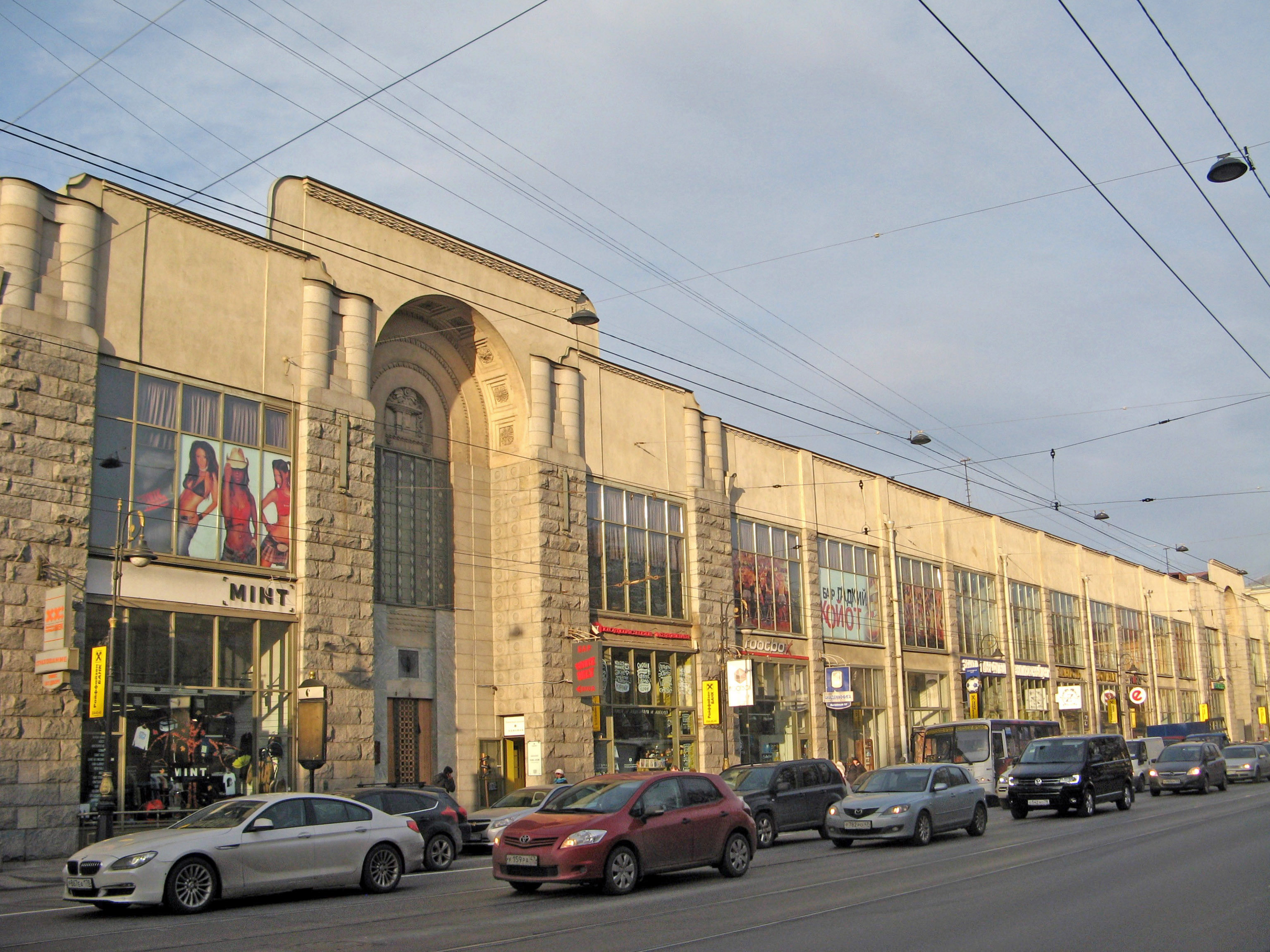
Passage de l'avenue Liteïny, 1913, Saint-Pétersbourg (arch : Nikolaï Vassiliev (1875-1941).
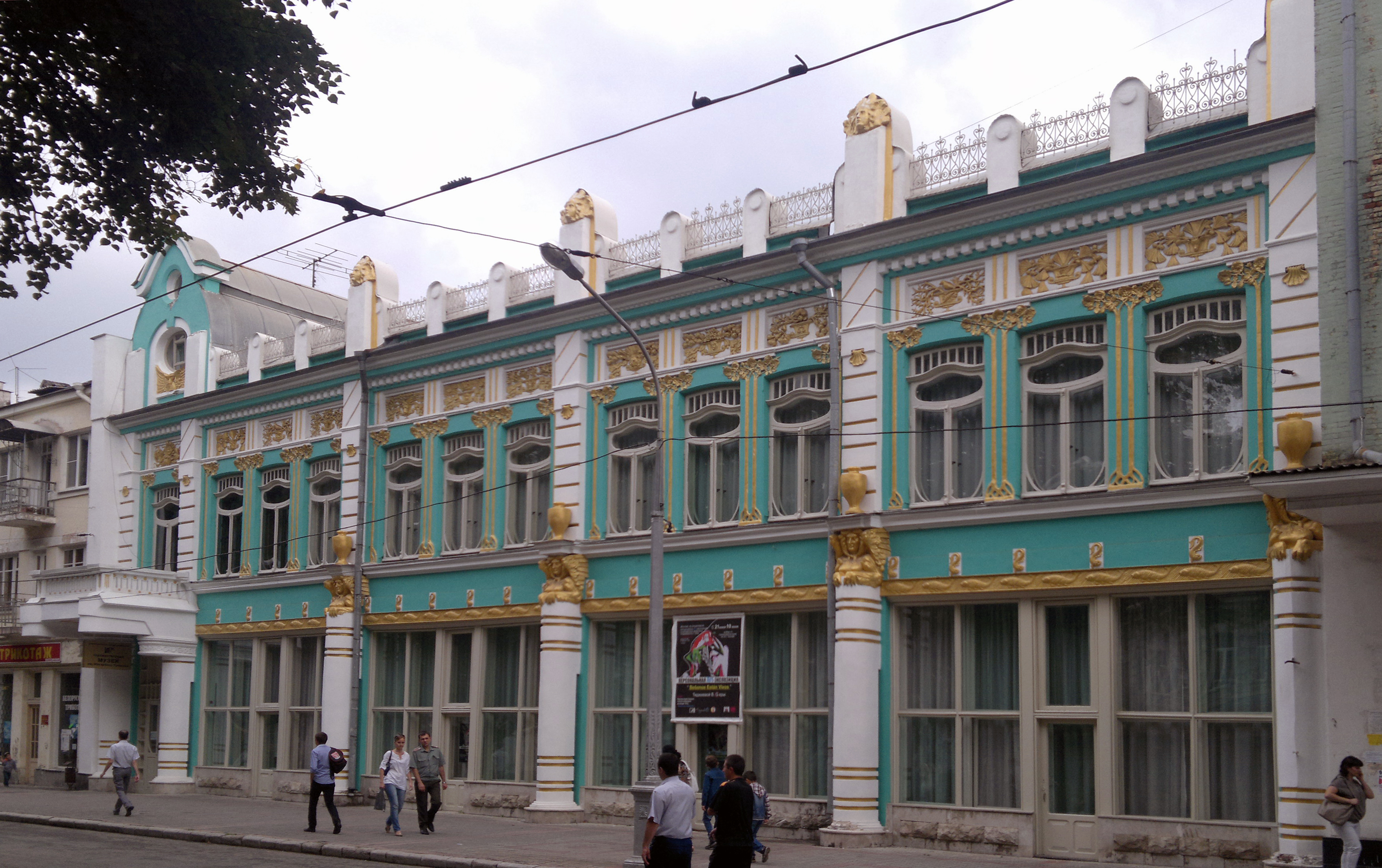
Musée, ancienne maison de marchand à Vladikavkaz 1903.